# 卡耶维尔
卡耶维尔（法語：Cailleville，法語發音：[kajvil]）是法国滨海塞纳省的一个市镇，属于迪耶普区。

## 地理
卡耶维尔（49°49'54"N, 0°43'56"E）面积5.03 平方千米，位于法国诺曼底大区滨海塞纳省，该省份为法国北部沿海省份，其西部及北部濒大西洋英吉利海峡，东起顺时针与索姆省、瓦兹省、厄尔省和卡爾瓦多斯省接壤。
与卡耶维尔接壤的市镇（或旧市镇、城区）包括：马讷维尔埃斯普兰、内维尔、科地区圣瓦勒里。

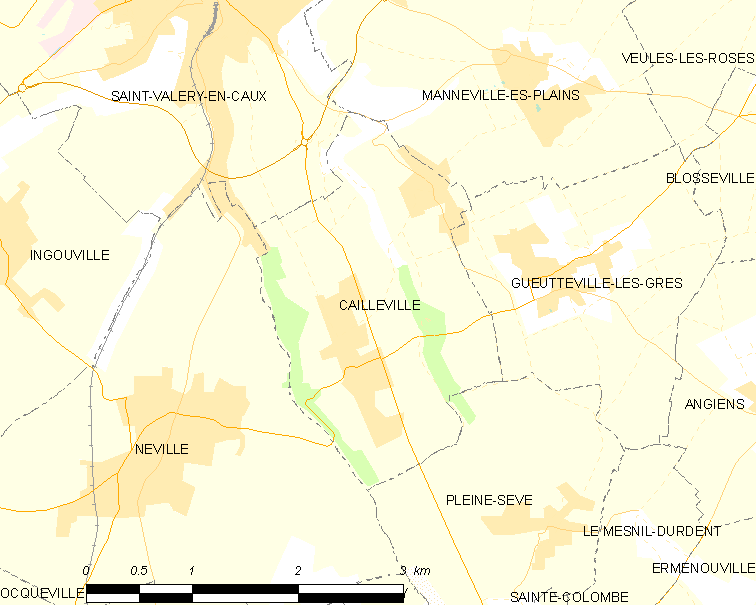
卡耶维尔的OSM定位图

卡耶维尔的时区为UTC+01:00、UTC+02:00（夏令时）。

## 行政
卡耶维尔的邮政编码为76460，INSEE市镇编码为76151。

## 政治
卡耶维尔所属的省级选区为科地区圣瓦勒里县。

## 人口

1962-2008年间卡耶维尔人口变化图示

卡耶维尔于2022年1月1日时的人口数量为247人。